# قضية هنداوي
قضية الهنداوي كانت محاولة فاشلة لتفجير إل عال الرحلة 016، من لندن إلى تل أبيب في أبريل 1986، على يد نزار نواف منصور الهنداوي، من مواليد 1954)، وهو مواطن أردني من أصل فلسطيني.
في صباح 17 أبريل 1986، في مطار هيثرو بلندن، اكتشف حراس أمن إسرائيليون يعملون لصالح خطوط إل عال الجوية 1.5 كيلوغرام (3.3 رطل) من مادة سيمتكس المتفجرة داخل حقيبة آن-ماري مورفي، وهي امرأة أيرلندية حامل في شهرها الخامس، كانت تحاول الصعود إلى رحلة متجهة إلى تل أبيب مع 375 راكباً آخرين. كما وُجدت آلة حاسبة تعمل في الحقيبة كانت جهاز تفجير مؤقت. ادعت مورفي أنها لم تكن تعلم بمحتويات الحقيبة، وأن خطيبها، نزار الهنداوي، الأردني، هو من أعطاها إياها. وأكدت أن الهنداوي أرسلها في الرحلة لمقابلة والديه قبل الزواج.
أطلقت عملية مطاردة أدت إلى القبض على الهنداوي في اليوم التالي بعد أن سلّم نفسه للشرطة. وقد أدانته المحكمة الجنائية المركزية لإنجلترا وويلز، وأصدر القاضي ويليام مارس-جونز بحقه حكم بالسجن لمدة 45 عاماً، وهو ما يُعتقد أنه أطول حكم محدد في تاريخ القضاء الجنائي البريطاني.
استأنف الهنداوي الحكم. وأكد رئيس قضاة إنجلترا وويلز الحكم قائلاً: «ببساطة، كانت هذه واحدة من أبشع وأفظع الجرائم التي يمكن تخيلها. لا يعود الفضل لهذا المتهم في أن خطته لم تُسفر عن مقتل 360 أو 370 شخصاً في سبيل الترويج لطرف سياسي عبر الإرهاب. في نظر هذه المحكمة، فإن عقوبة السجن لمدة 45 عاماً لم تكن طويلة يوماً واحداً أكثر من اللازم. يُرفض هذا الطلب.»

## الخلفية
حين التقت مورفي بالهنداوي عام 1984، كانت تعمل خادمة في فندق هيلتون، بارك لين بلندن. وعندما أصبحت حاملاً بطفله، أقنعها الهنداوي بالسفر إلى إسرائيل للزواج، وأصر على أن تسافر قبله لأن حصوله على تأشيرة بوصفه عربيًا سيستغرق وقتاً أطول. دون علمها، كان ينوي أن تصعد إلى طائرة إل عال في 17 أبريل 1986 وهي تحمل حقيبة تحتوي على متفجرات. رافقها إلى المطار وأوصاها بعدم ذكر اسمه.
بعد مغادرته المطار الساعة 8 صباحاً، عاد الهنداوي إلى لندن ثم استقل حافلة السورية للطيران للعودة إلى المطار للالتحاق برحلة الساعة 2 ظهراً إلى دمشق. لكنه سمع، قبل انطلاق الحافلة، بخبر اكتشاف القنبلة في مطار هيثرو، فغادر الحافلة وتوجه إلى السفارة السورية طالباً المساعدة.
أحاله السفير إلى رجال أمن السفارة، الذين أخذوه إلى مقر سكنهم، حيث حاولوا تغيير مظهره بقص شعره وتغيير لونه. ولكن لسبب غير معروف، فرّ في الصباح الباكر من اليوم التالي، 18 أبريل، من السوريين وسلّم نفسه للشرطة البريطانية.
خضع لتحقيقات مكثفة استمرت عدة أيام، تم خلالها مقاطعته عن النوم. خلال التحقيقات ومحاكمته، قدم روايتين متناقضتين عن الحادث. في الأولى، قال إنه خطط للعملية مع ضباط كبار في استخبارات سلاح الجو السوري قبل عام في دمشق، وتلقى منهم وثائق وتعليمات. وبعد تنفيذ تجربة تدريبية في بريطانيا، عاد إلى سوريا لاستكمال التفاصيل. وذكر أن المتفجرات سُلّمت له في فندق رويال غاردن بلندن في 5 أبريل. تدعم هذه الرواية حقيقة أنه لجأ إلى السفارة السورية بعد فشل التفجير، وأنهم حاولوا تغيير مظهره، كما أن المخابرات البريطانية كانت قد اعترضت اتصالات سورية تذكر اسمه. لكن أثناء المحاكمة تراجع عن اعترافاته، مدعياً أنه ضحية مؤامرة، ربما من عملاء الموساد. وادعى أن الشرطة أرغمته على توقيع أقواله دون قراءتها، وهددوه بتسليمه للموساد وأخبروه أن والديه معتقلان. وخلال المحاكمة، حاول محامو الدفاع بناء نظرية بديلة تدّعي أن الهنداوي كان أداة بيد الاستخبارات الإسرائيلية، التي هدفت إلى تشويه سمعة سوريا. لم تقتنع هيئة المحلفين، ورفضت محاكم الاستئناف هذه الرواية لعدم وجود أدلة تدعمها. كما رفض المؤرخ بيني موريس والصحفي إيان بلاك (رئيس تحرير شؤون الشرق الأوسط في الغارديان) هذا التفسير.

## النتائج
بعد إدانة الهنداوي، قطعت رئيسة الوزراء البريطانية مارغريت ثاتشر العلاقات الدبلوماسية مع سوريا. وتبعتها الولايات المتحدة وكندا باستدعاء سفرائهما، كما فرضت المجموعة الأوروبية عقوبات بسيطة.
وكان تحذير هلسنكي في كارثة لوكربي يشبه تماماً حالة مورفي، باستثناء أن المرأة الحاملة للقنبلة كانت فنلندية.

## تورط الموساد
في 10 نوفمبر 1986، قال رئيس الوزراء الفرنسي جاك شيراك في مقابلة مع واشنطن تايمز إن المستشار الألماني كول ووزير الخارجية غينشر يعتقدان أن «مؤامرة الهنداوي كانت استفزازاً للإضرار بسوريا وزعزعة نظام الأسد... من قبل أشخاص مرتبطين على الأرجح بالموساد الإسرائيلي». وأضاف شيراك أنه يميل إلى تصديق ذلك. نفت الحكومة الألمانية المحادثة وطلبت من شيراك التراجع، كما تعرض لانتقاد من الرئيس فرانسوا ميتران. بعد أيام، غيّر شيراك موقفه وأعلن براءة إسرائيل أمام بيير بيريغوفوي ‏ خلال مناقشات الجمعية الوطنية.
في مقابلة مع مجلة تايم بتاريخ 20 أكتوبر 1986، قال الرئيس السوري حافظ الأسد إن المخابرات الإسرائيلية هي من خططت للعملية. ووفقاً لسيل، فإن مصادر في الاستخبارات السورية قالت له إنهم "وقعوا في فخ إسرائيلي". واعتقل العقيد مفيد عكور في دمشق للاشتباه في تجسسه لإسرائيل.
وادعى العميل الإسرائيلي آري بن مناش في مذكراته عام 1992 أن العملية كانت من تخطيط رافي إيتان، وكان هدفها إظهار السفارة السورية بلندن كمتورطة بالإرهاب. وأُقنع الهنداوي من قبل ابن عمه محمد راضي عبد الله (عميل إسرائيلي) بوضع القنبلة مقابل 50,000 دولار. لكن الأدلة المتوفرة تنفي تورط الموساد، وتؤكد الدعم السوري، بما في ذلك اعترافات الهنداوي أثناء التحقيق، ومراسلات تم اعتراضها، وشهادة إرهابيين آخرين، ودور الخطوط الجوية السورية. كما أن العثور على شعر من الهنداوي أسفل الشريط اللاصق المستخدم لتثبيت القنبلة يثبت أنه هو من حضّر الحقيبة.

## ما بعد الحادث
في أبريل 2001 أصبح الهنداوي مؤهلاً للإفراج المشروط، لكن وزير الداخلية ‏ آنذاك ديفيد بلانكيت رفض طلبه، وأيد محكمة الاستئناف القرار.
وفي ديسمبر 2011، بدأت آن مورفي دعوى قضائية ضد مجلة Slate بتهمة التشهير.
وفي عام 2012، قرر مجلس الإفراج المشروط إبقاء الهنداوي في السجن. وصرح المتحدث باسم المجلس بأن المعيار الوحيد هو خطر تكرار الجريمة.
وفي مارس 2013، حصل الهنداوي على إفراج مشروط، ثم رُحّل إلى الأردن.

## في الثقافة الشعبية
- رواية Special Deception للكاتب ألكسندر فولرتون  [لغات أخرى]‏ (1988) استخدمت محاكمة الهنداوي كخلفية لمؤامرة سوفياتية.
- في فيلم Adoration (2008) من إخراج أتوم إيغويان، يدعي أحد الشخصيات أن والده زرع قنبلة في حقيبة زوجته الحامل.
- الكاتبة لوسيل ليشتبلو فازت بجائزة سوزان غلاسبيل عام 2011 عن مسرحية مستوحاة من قضية الهنداوي بعنوان The English Bride. تتميز المسرحية بضابط موساد الذي يكشف عن قصة امرأة تدعى إيلين فيني والرجل العربي الذي وقعت معه في الحب. تم تشغيل إنتاج من إخراج كارل والناو في مسارح 59E59  [لغات أخرى]‏ في خريف 2013.[19]